# Ризо, Гайно
Гайно Ризо (н.-луж. Hajno Rizo, 20 июня 1873 года, деревня Стряжов, Нижняя Лужица, Германия — 16 декабря 1917 года, Котбус, Германия) — лютеранский священнослужитель, лужицкий общественный деятель и поэт. Писал на нижнелужицком языке.

## Биография
Родился 20 июня 1873 года в лужицкой деревне Стряжов в семье учителя Мато Ризо. С 1884 года по 1890 год обучался в гимназии в Котбусе и с 1891 года по 1893 год — в гимназии во Франкфурте-на Майне. Потом до 1901 года изучал теологию в Берлине, после чего был назначен священником в лютеранском приходе в Яншойце, где служил настоятелем до своей смерти. Вместе с Беньямином Бегарем издавал журнал «Wósadnik».
В 1911 году был избран главой нижнелужицкой общины в селе Борковы. Участвовал в нижнелужицком младосербском движении.
Публиковал свои стихотворения в газете «Bramborski Serbski Casnik». Некоторые его произведения были использованы для церковных песнопений в лужицком песеннике «Wosadnik».
Страдал сердечной болезнью, от которой скончался 16 декабря 1917 года в Котбусе.